# Stevia aschenborniana
Stevia aschenborniana là một loài thực vật có hoa trong họ Cúc. Loài này được Sch.Bip. miêu tả khoa học đầu tiên.